# Confine tra Tagikistan e Uzbekistan
Il confine tra il Tagikistan e l'Uzbekistan descrive la linea di demarcazione tra questi due stati. Ha una lunghezza di 1312 km e si estende dalla triplice frontiera con il Kirghizistan a quella con l'Afghanistan.

## Descrizione
Il confine inizia a nord alla triplice frontiera con il Kirghizistan, procedendo in ordine verso ovest, nord-ovest, nord-est lungo il fiume Syr Darya e infine a nord-ovest per raggiungere i monti Kurama. La delimitazione segue dunque questa catena verso occidente, prima di svoltare a sud in prossimità della città uzbeka di Olmaliq sul fiume Syr Darya. La sezione successiva del confine è estremamente contorta, caratterizzata da una lunga sporgenza del territorio tagiko (distretto di Zafarobod) e una serie di linee irregolari; in seguito, si procede verso meridione prima di svoltare bruscamente verso ovest, raggiungendo i monti Turkistan. Il confine forma quasi una "C", nel Parco nazionale di Zaamin dell'Uzbekistan e quello dei monti Turkistan a nord, dei monti Zeravshan al centro e dei Gissar a sud. La delimitazione si spinge poi approssimativamente verso sud fino al triplice confine afghano; parte del confine segue il fiume Kafirnigan e attraversa la catena montuosa Babatag e Tuyuntau.

## Enclavi

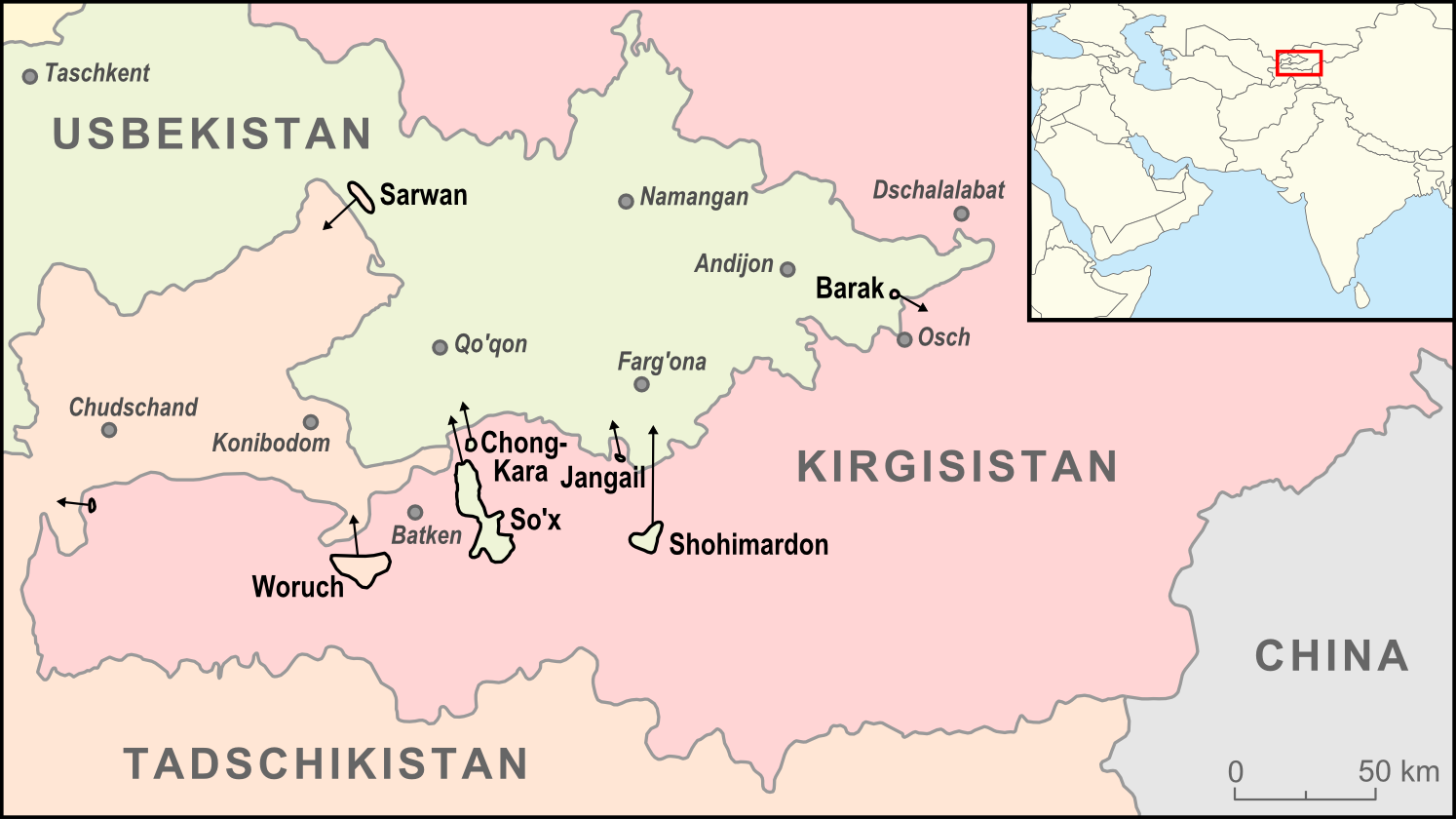
Mappa che mostra l'enclave tagika Sarvan nello Stato uzbeko

Esiste un'enclave, Sarvan, che forma una sottile striscia di territorio tagiko nell'Uzbekistan, a nord della città tagika Punuk.

## Storia
La Russia aveva conquistato l'Asia centrale nel XIX secolo annettendo i Khanati precedentemente indipendenti di Kokand, Khiva e l'Emirato di Bukhara. Dopo che i comunisti assunsero il potere nel 1917 e crearono l'Unione Sovietica, fu deciso di separare l'Asia centrale in repubbliche su base etnica in un processo noto come processi di delimitazione dei territori nazionali. Tale operazione rientrava nella teoria secondo cui il nazionalismo costituiva un tassello necessario per una società di stampo marxista: d'altronde, Stalin intendeva realizzare una nazione definibile come «una stabile comunità di persone ripartita su basi storiche, oltre che sulla base di lingue comuni, territori di appartenenza, scambi economici e studi antropologici volti ad identificare le tracce di una cultura comune [per ogni territorio]».
Il processo messo in atto è comunemente descritto come nient'altro che una semplice applicazione del divide et impera, un furbo tentativo messo in atto da Stalin per preservare molti poteri in mano a Mosca, identificando confini tracciati minuziosamente sulla scia delle minoranze all'interno ogni stato. Sebbene nel concreto i sovietici fossero preoccupati per la possibilità di dover fronteggiare movimenti pan-turkistici come accadde già caso della rivolta dei Basmachi degli anni '20, essi presentarono più volte un quadro politico molto più sereno di quanto potesse apparire in concreto.
I russi miravano a creare repubbliche etnicamente omogenee: tuttavia, tale operazione risultò molto dura in diverse aree culturalmente miste (ad esempio la valle di Fergana) e spesso si giunse a compromessi su alcuni gruppi sociali (ad esempio il popolo Sart, per metà tagiko e per metà uzbeko e alcune comunità turkmene ed uzbeke situate lungo l'Amu Darya). L'intellighenzia locale discusse fortemente (e in molti casi fomentato oltremodo) la problematica sulle demarcazioni, costringendo spesso i sovietici a ridiscuterle: la risoluzione delle controversie era resa meno facile per via della mancanza di conoscenze accurate e dalla scarsità di dati etnografici accurati o aggiornati sulle regioni. Non andrebbe poi dimenticato che la divisione tra i territori non si limitava alla sfera sociale, in quanto volta altresì a favorire scambi economici, allo sviluppo di politiche agricole e al potenziamento delle infrastrutture locali che risultavano propositi slegati dal discorso etnico. Il tentativo di bilanciare questi interessi contrapposti tra Mosca e realtà locali si rivelò estremamente difficile e in alcuni casi impossibile (soprattutto nelle aree più remote), apportando come risultato la creazione di confini talvolta assai contorti, enclavi multiple e l'inevitabile creazione di grandi minoranze che hanno finito per vivere nella repubblica "sbagliata". Va inoltre sottolineato che i sovietici non hanno mai voluto che queste frontiere diventassero frontiere internazionali come lo sono oggi.

Asia centrale sovietica nel 1922 prima della delimitazione nazionale

La delimitazione dell'area su basi etniche era stata proposta già nel 1920. A quel tempo l'Asia centrale era composta da due Autonome Repubbliche socialiste sovietiche (ASSR) all'interno della RSFS Russa: la RSSA Turkestana, creata nell'aprile 1918 e che occupa gran parte di ciò che oggi è identificabile con il Kazakistan meridionale, l'Uzbekistan e il Tagikistan, nonché il Turkmenistan) e la Repubblica Socialista Sovietica Autonoma Kirghisa (RSSA Kirghiz e RSSA del Kirghizistan sulla mappa), che fu istituita il 26 agosto 1920 nel territorio all'incirca corrispondente alla parte settentrionale dell'odierno Kazakistan (a quel tempo i kazaki erano indicati come "Kirghizi", mentre i kirghizi erano considerati una minoranza kazaka e indicati come "Kara-Kirghizi", ovvero "Kirghizi-Neri" che abitano sulle montagne). Vi furono anche due "repubbliche" successive dell'Emirato di Bukhara e il Khanato di Khiva, convertite nella Repubblica Sovietica Popolare di Bukhara e di Corasmia in seguito all'acquisizione da parte dell'Armata Rossa nel 1920.
Il 25 febbraio 1924, il Politburo e il Comitato Centrale del PCUS annunciarono che avrebbero proceduto ad avviare la definizione dei confini in Asia centrale. Il processo doveva essere supervisionato da un comitato speciale dell'Ufficio dell'Asia centrale, con tre sottocomitati per ognuna di quelle che erano ritenute le principali comunità della regione (kazaki, turcomanni e uzbeki), allo scopo di agire quanto più celermente possibile. Nonostante i progetti iniziali di preservare la sussistenza della Corasmia e della Bukhara, alla fine si optò di dividerle nell'aprile 1924. Non mancarono vibranti proteste dei partiti comunisti locali (quello della Corasmia, in particolare, chiese di poter partecipare alla votazione che si sarebbe tenuta per decidere sullo scioglimento dello Stato nel luglio del medesimo anno).
Di tutti i confini dell'Asia centrale, il più arduo da determinare si rivelò proprio quello tra il Tagikistan e l'Uzbekistan. Le popolazioni che lì risiedevano erano sorprendentemente miste e c'era un debole senso dell'identità, tagika o uzbeka che fosse, in molte aree, con molti gruppi che si identificavano come Sart. Un sentimento nazionale tagiko, in realtà, non era molto diffuso nella prima metà del secolo scorso sull'intero territorio, e il numero estremamente limitato di comunisti tagiki non forniva certo la possibilità di contrastare le tesi degli assai più numerosi uzbeki: molti di questi ultimi ritenevano infatti che i tagiki fossero da qualificare come uzbeki "persiani". Alla stregua di una simile presupposizione, quando la RSS Uzbeka fu creata nel 1924 le aree del Tagikistan furono incluse al suo interno come RSSA Tagika (eccezion fatta per la regione di Khojand, che fu inclusa direttamente nell'SSR uzbeko).
Negli anni seguenti iniziò pian piano a svilupparsi un sentimento unitario nel Tagikistan, specialmente supportata dai comunisti tagiki. Sempre più risentiti dello status di "suddivisione amministrativa" all'interno della RSS Uzbeka, fu quindi ribadita in maniera vibrante la volontà di separarsi dagli uzbeki. Con l'accrescere delle tensioni, i sovietici decisero di risolvere la questione tagika-uzbeka nel 1929. L'Ufficio dell'Asia centrale identificò le città di Samarcanda, Bukhara e Khujand come quelle perlopiù abitate dai tagiki, sebbene si trattasse solo di una semplice approssimazione per via degli insediamenti circostanti etnicamente misti. Sorsero ulteriori dibattiti su Termez e la regione di Surkhandarya, rivendicate da entrambe le parti. Al termine delle discussioni, al Tagikistan fu assegnata la regione di Khojand, mentre gli uzbeki trattennero Bukhara, Samarcanda e la regione di Surkhandarya. La nuova RSS Tagika nacque ufficialmente il 5 dicembre 1929 e incorporava la Regione Autonoma di Gorno-Badachšan. I tagiki continuarono a sollecitare rettifiche della delimitazione perché ritenuta ingiusta. Depauperata di tutte le principali città rivendicate, la RSS Tagika scelse di istituire come centro principale Dušanbe, ribattezzata Stalinabad.

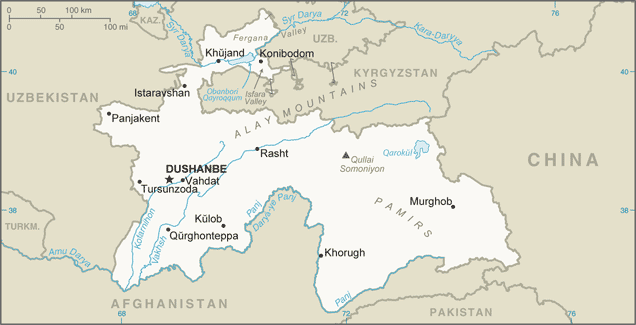
Mappa del Tagikistan con il confine uzbeko ad ovest

Il confine divenne una frontiera internazionale nel 1991 in seguito alla dissoluzione dell'Unione Sovietica e all'indipendenza delle sue repubbliche costituenti. I dissapori da allora sono cresciuti, alimentati da diversi politici di spicco tagiki che rinnovavano le pretese su Bukhara e Samarcanda. La controparte uzbeka eccepiva in contemporanea la necessità di acquisire porzioni del territorio tagiko perché popolate essenzialmente da cittadini uzbeki. L'Uzbekistan ha accusato poi il Tagikistan di aver consentito al Movimento Islamico dell'Uzbekistan (IMU), contrario alla linea presidenziale di Tashkent, di radicarsi anche per mezzo di attività propagandistiche sul proprio territorio; in seguito agli attentati di Tashkent del 1999, compiuti secondo il governo locale da attivisti dell'IMU, l'Uzbekistan iniziò a disegnare la demarcazione in maniera unilaterale e a realizzare campi minati a ridosso della stessa. Le relazioni tra le due nazioni sono notevolmente migliorate dopo la morte del presidente uzbeko Islam Karimov nel 2016. Il nuovo capo di Stato Shavkat Mirziyoyev ha promesso di migliorare le relazioni con il Tagikistan e sono state eseguite azioni in tal senso al fine di smantellare le barriere e migliorare i viaggi transfrontalieri.

## Valichi di frontiera
- Beshariq (UZB) - Konibodom (TGK) (stradale e ferroviario)[40]
- Pap (UZB) - Novbunyod (TGK) (stradale)[40]
- Oybek (UZB) – Buston (TGK) (stradale)[40]
- Bekobod (UZB) – Kushtegirmon (TGK) (stradale e ferroviario)[40]
- UZB - Distretto di Zafarobod (TGK) (probabile esistenza di più valichi, dettagli precisi ignoti)[40]
- Jartepa (UZB) – Sarazm (TGK) (stradale)[40]
- Denov (UZB) – Tursunzoda (TGK) (stradale e ferroviario)[40]
- Gulbahor (UZB) – Shahrtuz (TGK) (stradale e ferroviario)[40]

## Insediamenti nei pressi del confine

### Tagikistan
- Lakkon
- Kulkent
- Navgilem
- Isfara
- Konibodom
- Punuk
- Jarbulak
- Paldorak
- Buston
- Mastchoh
- Kuruksoi
- Obburdon
- Farmonkurgon
- Zafarobod
- Mehnatobod
- Istaravšan
- Shahriston
- Panjakent
- Farob
- Pakhtaobod
- Tursunzoda

### Uzbekistan
- Olmaliq
- Bekobod
- Khavast
- Ulyanovo
- Urgut
- Denov